# خوان کمپیستگی
خوان کمپیستگی (انگلیسی: Juan Campisteguy؛ زاده ۷ سپتامبر ۱۸۵۹ – درگذشته ۴ سپتامبر ۱۹۳۷) سیاست‌مدار اهل اروگوئه بود. وی از ۱ مارس ۱۹۲۷ تا ۱ مارس ۱۹۳۱ رئیس‌جمهور این کشور بود.
خوان کمپیستگی در ۴ سپتامبر ۱۹۳۷، در سن ۷۷ سالگی در مونته‌ویدئو درگذشت.